# 金メダルへの道 逆境を乗り越えて
『金メダルへの道 逆境を乗り越えて』（きんメダルへのみち ぎゃっきょうをのりこえて）は、NHK総合テレビにて2018年2月26日 19:30 - 20:43に放送された『NHKスペシャル』のタイトル（ドキュメンタリー番組）。

## 番組の概要
2018年2月9日から17日間にかけて行われた平昌オリンピックで、日本は飛躍的な活躍を遂げ、開幕前の目標を上回る4個の金メダルを含む史上最多となる13個のメダルを獲得した。番組では金メダルを獲得した3組にスポットを当て、密着映像とインタビューを交えてメダル獲得までの舞台裏に迫る。

## 出演者
- 羽生結弦（男子フィギュアスケート）[3]
- ハビエル・フェルナンデス（男子フィギュアスケート銅メダル）
- ギスラン・ブリアン（羽生のコーチ）
- 小平奈緒（女子スピードスケート500m[4]）
- 李相花（イ・サンファ）（女子スピードスケート500m銀メダル。小平のライバルであり、友人）
- 結城匡啓（小平のコーチ）
- スピードスケート女子団体チーム・パシュート
  - 髙木美帆[5]
  - 髙木菜那[6]
  - 菊池彩花
  - 佐藤綾乃
- ヨハン・デ・ヴィット（女子チーム・パシュートコーチ）
- 原大智（フリースタイルスキー男子モーグル銅メダル）
- 渡部暁斗（ノルディック複合男子ノーマルヒル銀メダル）
- 宇野昌磨（男子フィギュアスケート銀メダル）
- ロコ・ソラーレ（カーリング女子銅メダル）
  - 藤澤五月
  - 吉田知那美
  - 鈴木夕湖
  - 吉田夕梨花
  - 本橋麻里
- 平野歩夢（スノーボード男子ハーフパイプ銀メダル）
- ショーン・ホワイト（スノーボード男子ハーフパイプ金メダル）
- 高梨沙羅（スキージャンプ女子ノーマルヒル銅メダル）